# Thailand i olympiska sommarspelen 1964
Thailand deltog med 54 deltagare vid de olympiska sommarspelen 1964 i Tokyo. Ingen av landets deltagare erövrade någon medalj.